# Amadou Hampâté Bâ
Amadou Hampâté Bâ (Bandiagara, 1901 – Abidjan, 15 maggio 1991) è stato uno scrittore, filosofo e antropologo maliano.

## Biografia
Figlio di Hampâté Bâ e di Kadidja Pâté Poullo Diallo, egli apparteneva ad una famiglia nobile fulbe. Dopo la morte di suo padre, sarà adottato dal secondo marito di sua madre e iniziato ai saperi e alle pratiche del suo popolo. Frequentò la scuola coranica di Tierno Bokar, un membro della confraternita tidjaniyya ed in seguito occupò diversi ruoli all'interno dell'amministrazione coloniale francese, prima a Bandiagara, poi a Djenné. In seguito a numerosi scontri con gli amministratori, si spostò frequentemente nella regione allora chiamata Alto Volta (oggi Burkina Faso). Tra il 1922 e il 1932, occupò diversi incarichi in svariate città burkinabé e nel 1933, ottenne un congedo di 6 mesi che trascorse dal suo maestro Tierno Bokar. Nel 1942, ottenne un incarico dall'Institut Français d'Afrique Noire (IFAN) di Dakar grazie al suo direttore, il professor Théodore Monod. In questo contesto, poté effettuare importanti ricerche sulle tradizioni orali.
Nel 1951, ottenne una borsa di studio dall'UNESCO che gli permise di svolgere un soggiorno di studi a Parigi e di conoscere i maggiori africanisti dell'epoca, come Marcel Griaule. Nel 1960, in seguito all'indipendenza del Mali, fondò l'Istituto di Scienze umane a Bamako e rappresentò il suo paese alla conferenza generale dell'UNESCO. Nel 1962 venne nominato membro esecutivo dell'UNESCO e nel 1966 partecipò all'elaborazione di un sistema unificato per la trascrizione delle lingue africane.
Nel 1970, Hampate Ba decise di lasciare i suoi incarichi ufficiali e diplomatici per dedicarsi interamente ad un progetto di ricerca e d'archiviazione del patrimonio orale dell'Africa occidentale, consacrandosi perciò ad un lavoro di ricerca e di scrittura: gli ultimi anni della sua vita, trascorsi ad Abidjan, lo porteranno alla scrittura di due romanzi autobiografici, Amkoullel, il bambino fulbe e Signorsì, comandante, pubblicati postumi, nel 1991. Per un certo periodo fu membro della Massoneria.

## Opere pubblicate in italiano
- 1975 – Aspetti della civiltà africana, EMI. Ristampa: 2018, Ibis.
- 1988 – L'interprete briccone, Edizioni Lavoro
- 1998 – Petit Bodiel, Sinnos
- 2000 – Gesù visto da un musulmano, Bollati Boringhieri
- 2001 – Il saggio di Bandiagara, Neri Pozza editore
- 2001 – Amkoullel, il bambino fulbe, Ibis
- 2006 – Signorsì, comandante, Ibis
- 2007 – Kaydara, Ibis